# Vincent Defrasne
Vincent François Marie Defrasne (ur. 9 marca 1977 w Pontarlier) – francuski biathlonista, trzykrotny medalista olimpijski i sześciokrotny medalista mistrzostw świata.

## Kariera
Defrasne uprawiał biatlon od 1994 roku. Trzy lata później wystąpił na mistrzostwach świata juniorów w Forni Avoltri, gdzie zajął 79. miejsce w biegu indywidualnym.
W Pucharze Świata zadebiutował 8 stycznia 1999 roku w Oberhofie, zajmując 28. miejsce w sprincie. Pierwsze punkty (do końca sezonu 1999/2000 punktowało 25 najlepszych zawodników) wywalczył 2 grudnia 1999 roku w Hochfilzen, zajmując 25. miejsce w biegu indywidualnym. Na podium zawodów tego cyklu po raz pierwszy stanął 13 grudnia 2001 roku w Pokljuce, kończąc rywalizację w biegu indywidualnym na trzeciej pozycji. Wyprzedzili go tam jedynie Rosjanin Pawieł Rostowcew oraz Ilmārs Bricis z Łotwy. W kolejnych startach jeszcze osiem razy stawał na podium, odnosząc przy tym trzy zwycięstwa: 7 stycznia 2006 roku w Oberhofie wygrał sprint, 18 lutego 2006 roku w Turynie wygrał bieg pościgowy, a 29 listopada 2007 roku w Kontiolahti był najlepszy w biegu indywidualnym. Ostatnie zwycięstwo było również jego ostatnim pucharowym podium. Najlepsze wyniki osiągnął w sezonie 2005/2006, kiedy zajął szóste miejsce w klasyfikacji generalnej. Ponadto w sezonie 2007/2008 wywalczył Małą Kryształową Kulę za zwycięstwo w klasyfikacji biegu indywidualnego.
Pierwsze medale wśród seniorów wywalczył na mistrzostwach Europy w Haute Maurienne w 2001 roku, gdzie zwyciężył w sprincie i biegu pościgowym. Parę dni później wystąpił na mistrzostwach świata w Pokljuce, gdzie wspólnie z Gillesem Marguetem, Julienem Robertem i Raphaëlem Poirée wywalczył złoty medal w sztafecie. Indywidualnie najlepszy wynik osiągnął w biegu pościgowym, który ukończył na siódmej pozycji. Na rozgrywanych trzy lata później mistrzostwach świata w Oberhofie reprezentacja Francji w składzie: Ferréol Cannard, Vincent Defrasne, Julien Robert i Raphaël Poirée wywalczyła brązowy medal w sztafecie. Zdobył też trzy medale w sztafecie mieszanej: brązowy na MŚ w Pokljuce (2006), srebrny na MŚ w Anterselvie (2007) oraz złoty na MŚ w Pjongczangu (2009). Medal z 2009 roku był pierwszym w historii złotym medalem dla Francji w tej konkurencji, Francuzi wystąpili w składzie: Marie-Laure Brunet, Sylvie Becaert, Vincent Defrasne i Simon Fourcade. Jedyny indywidualny medal w zawodach tego cyklu wywalczył na MŚ 2007, zajmując trzecie miejsce w biegu pościgowym. Wyprzedzili go jedynie Ole Einar Bjørndalen z Norwegii i Rosjanin Maksim Czudow. Blisko medalu był też w biegu indywidualnym na mistrzostwach świata w Chanty-Mansyjsku w 2003 roku oraz biegu pościgowym mistrzostwach świata w Oberhofie rok później. Walkę o podium przegrał odpowiednio z Niemcem Ricco Großem o 7,3 sekundy oraz z Bjørndalenem o 2,3 sekundy.
W 2002 roku wystąpił na igrzyskach olimpijskich w Salt Lake City, gdzie razem z Marguetem, Robertem i Poirée zdobył brązowy medal w biegu sztafetowym. Zajął tam też między innymi 18. miejsce w biegu pościgowym. Na rozgrywanych cztery lata później igrzyskach w Turynie osiągnął największy indywidualny sukces w karierze, zwyciężając w biegu pościgowym. Na podium wyprzedził Ole Einara Bjørndalena i Niemca Svena Fischera, zostając jednocześnie pierwszym Francuzem, który został mistrzem olimpijskim w tej konkurencji. Do biegu tego przystąpił z czwartej pozycji, wywalczonej cztery dni wcześniej w sprincie. Do brązowego medalisty w sprincie, Norwega Frode Andresena stracił ponad 20 sekund. Ponadto Francuzi w składzie: Cannard, Defrasne, Robert i Poirée ponownie zajęli trzecie miejsce w sztafecie. Brał też udział w igrzyskach w Vancouver w 2010 roku, gdzie zajął między innymi szóste miejsce w sztafecie i 22. miejsce w biegu pościgowym.
Defrasne jest zawodowym żołnierzem. Zdobył sześć medali na wojskowych narciarskich mistrzostwach świata: złote w patrolu drużynowym (Rovaniemi 2003) i sprincie drużynowym (Võru 2007) oraz srebrne w sprincie, sprincie drużynowym, patrolu drużynowym (Östersund 2004) i sprincie (Võru 2007).
Był chorążym reprezentacji Francji podczas ceremonii otwarcia Zimowych Igrzysk Olimpijskich 2010.

## Osiągnięcia

### Zimowe igrzyska olimpijskie
| Rok  | Miejscowość    | Konkurencje | Konkurencje | Konkurencje | Konkurencje | Konkurencje | Konkurencje | Konkurencje |
| Rok  | Miejscowość    | IN          | SP          | PU          | MS          | RL          | MR          | SR          |
| ---- | -------------- | ----------- | ----------- | ----------- | ----------- | ----------- | ----------- | ----------- |
| 2002 | Salt Lake City | 37.         | 21.         | 18.         | nd.         | 3.          | nd.         | –           |
| 2006 | Turyn          | 34.         | 4.          | 1.          | 11.         | 3.          | nd.         | –           |
| 2010 | Vancouver      | 26.         | 53.         | 22.         | –           | 6.          | nd.         | –           |

### Mistrzostwa świata
| Rok  | Miejscowość      | Konkurencje | Konkurencje | Konkurencje | Konkurencje | Konkurencje | Konkurencje | Konkurencje |
| Rok  | Miejscowość      | IN          | SP          | PU          | MS          | RL          | MR          | SR          |
| ---- | ---------------- | ----------- | ----------- | ----------- | ----------- | ----------- | ----------- | ----------- |
| 1999 | Kontiolahti/Oslo | –           | 57.         | 51.         | –           | 12.         | nd.         | –           |
| 2000 | Oslo/Lahti       | 54.         | 25.         | 32.         | –           | 10.         | nd.         | –           |
| 2001 | Pokljuka         | 48.         | 10.         | 7.          | 12.         | 1.          | nd.         | –           |
| 2002 | Oslo             | nd.         | nd.         | nd.         | 20.         | nd.         | nd.         | –           |
| 2003 | Chanty-Mansyjsk  | 4.          | 17.         | DNF         | 18.         | 13.         | nd.         | –           |
| 2004 | Oberhof          | 20.         | 6.          | 4.          | 6.          | 3.          | nd.         | –           |
| 2005 | Hochfilzen       | 11.         | 10.         | 7.          | 16.         | 5.          | nd.         | –           |
| 2005 | Chanty-Mansyjsk  | nd.         | nd.         | nd.         | nd.         | nd.         | 6.          | –           |
| 2006 | Pokljuka         | nd.         | nd.         | nd.         | nd.         | nd.         | 3.          | –           |
| 2007 | Anterselva       | –           | 16.         | 3.          | 11.         | 10.         | 2.          | –           |
| 2008 | Östersund        | 12.         | 54.         | 22.         | 7.          | 5.          | nd.         | –           |
| 2009 | Pjongczang       | 21.         | 41.         | 40.         | –           | 4.          | 1.          | –           |

### Puchar Świata

#### Miejsca w klasyfikacji generalnej
| Sezon     | Miejsce |
| --------- | ------- |
| 1998/1999 | -       |
| 1999/2000 | 70.     |
| 2000/2001 | 23.     |
| 2001/2002 | 12.     |
| 2002/2003 | 14.     |
| 2003/2004 | 17.     |
| 2004/2005 | 7.      |
| 2005/2006 | 6.      |
| 2006/2007 | 15.     |
| 2007/2008 | 15.     |
| 2008/2009 | 35.     |
| 2009/2010 | 35.     |

#### Miejsca na podium chronologicznie
| Lp. | Dzień        | Rok  | Miejscowość | Konkurencja                | Lokata | Pudła   | Czas biegu | Strata  | Zwycięzca            |
| --- | ------------ | ---- | ----------- | -------------------------- | ------ | ------- | ---------- | ------- | -------------------- |
| 1.  | 13 grudnia   | 2001 | Pokljuka    | Bieg indywidualny na 20 km | 3.     | 0+2+0+0 | 1:00:02,0  | +34,3   | Pawieł Rostowcew     |
| 2.  | 12 stycznia  | 2002 | Oberhof     | Bieg masowy na 15 km       | 2.     | 0+0+0+0 | 42:42,4    | +1,1    | Raphaël Poirée       |
| 3.  | 27 listopada | 2005 | Östersund   | Bieg pościgowy na 12,5 km  | 2.     | 0+0+0+1 | 34:06,8    | +21,6   | Ole Einar Bjørndalen |
| 4.  | 7 stycznia   | 2006 | Oberhof     | Sprint na 10 km            | 1.     | 0+0     | 27:03,7    | –       | –                    |
| 5.  | 18 lutego    | 2006 | Turyn       | Bieg pościgowy na 12,5 km  | 1.     | 0+0+0+2 | 35:20,2    | –       | –                    |
| 6.  | 20 stycznia  | 2007 | Pokljuka    | Bieg pościgowy na 12,5 km  | 3.     | 0+1+0+1 | 34:25,9    | +27,6   | Christoph Sumann     |
| 7.  | 21 stycznia  | 2007 | Pokljuka    | Bieg masowy na 15 km       | 2.     | 0+0+0+0 | 38:24,1    | +28,1   | Christoph Sumann     |
| 8.  | 4 lutego     | 2007 | Anterselva  | Bieg pościgowy na 12,5 km  | 3.     | 0+0+1+0 | 32:21,2    | +1:09,9 | Ole Einar Bjørndalen |
| 9.  | 29 listopada | 2007 | Kontiolahti | Bieg indywidualny na 20 km | 1.     | 0+0+0+0 | 51:25,2    | –       | –                    |